# Ахмедов, Фуад Танзил оглы
Фуад Танзил оглы Ахмедов (азерб. Əhmədov Fuad Tənzil oğlu; 14 января 1988, Баку, Азербайджанская ССР) — азербайджанский футболист, амплуа — вратарь. Выступает в команде Премьер-лиги Азербайджана — «Ряван» Баку.

## Клубная карьера

### Чемпионат
Фуад Ахмедов является воспитанником бакинского «Интера», где он начинал свою профессиональную карьеру футболиста в 2007 году. Наибольших успехов футболист добился именно в составе «банкиров», став серебряным призёром сезона 2008/2009 годов и финалистом Кубка страны того же сезона. В январе 2010 года переходит в закатальский «Симург», где также проводит три сезона.
Во время летнего трансферного окна 2012 года подписывает контракт с клубом первого дивизиона ФК «Нефтчала» из одноимённого города. Отыграв в провинциальном клубе один год, в июне 2013 года вновь возвращается в Премьер-лигу, теперь уже в ФК «Ряван».

### Кубок
Статистика выступлений в Кубке Азербайджана по сезонам:
| № | Сезон       | Клуб       | Игр | В запасе | Голов |
| - | ----------- | ---------- | --- | -------- | ----- |
| 1 | 2013 / 2014 | «Ряван»    | 0   | 1        | 0     |
| 2 | 2012 / 2013 | «Нефтчала» | 0   | 1        | 0     |
| 3 | 2011 / 2012 | «Симург»   | 0   | 1        | 0     |
| 4 | 2010 / 2011 | «Симург»   | 0   | 1        | 0     |

## Достижения
- Серебряный призёр премьер-лиги Азербайджана сезона 2008/2009 годов в составе ФК «Интер» Баку.
- Финалист Кубка Азербайджана сезона 2008/2009 годов в составе ФК «Интер» Баку.